# Emil Fromm
Emil Fromm (Spremberg, (Brandenburg), 1835 - ?) fou un compositor i organista alemany.
Fou deixeble de Grell, Bach i Schneider a Berlín; el 1859 fou cantor a Kottbus; des de 1869, organista a Flensburg, director reial de música a partir de 1896, i fundador d'una societat coral important.
Va escriure algunes Cantates de Passió i diverses obres per a orgue i cor, i l'oratori Die Kreuzigung des Herrn.